# Ciepło ciała
Ciepło ciała – singel polskiego rapera Wac Toja z jego czwartego albumu studyjnego, zatytułowanego Turboboost. Singel został wydany 18 kwietnia 2019.
Nagranie otrzymało w Polsce status podwójnej platynowej płyty.

## Geneza utworu i historia wydania
Utwór napisali i skomponowali Oli Beatz i Wacław Osiecki.
Singel ukazał się w formacie digital download 18 kwietnia 2019 w Polsce za pośrednictwem wytwórni płytowej QueQuality. Kompozycja została umieszczona na czwartym albumie studyjnym Wac Toja – Turboboost.

## Teledysk
Do utworu powstał teledysk, który udostępniono w dniu premiery singla za pośrednictwem serwisu YouTube.

## Lista utworów
- Digital download[5]

1. „Ciepło ciała” – 3:05

## Certyfikaty
| Kraj          | Certyfikat         |
| ------------- | ------------------ |
| Polska (ZPAV) | 2x platynowa płyta |